# Desfiladeiro Goodge

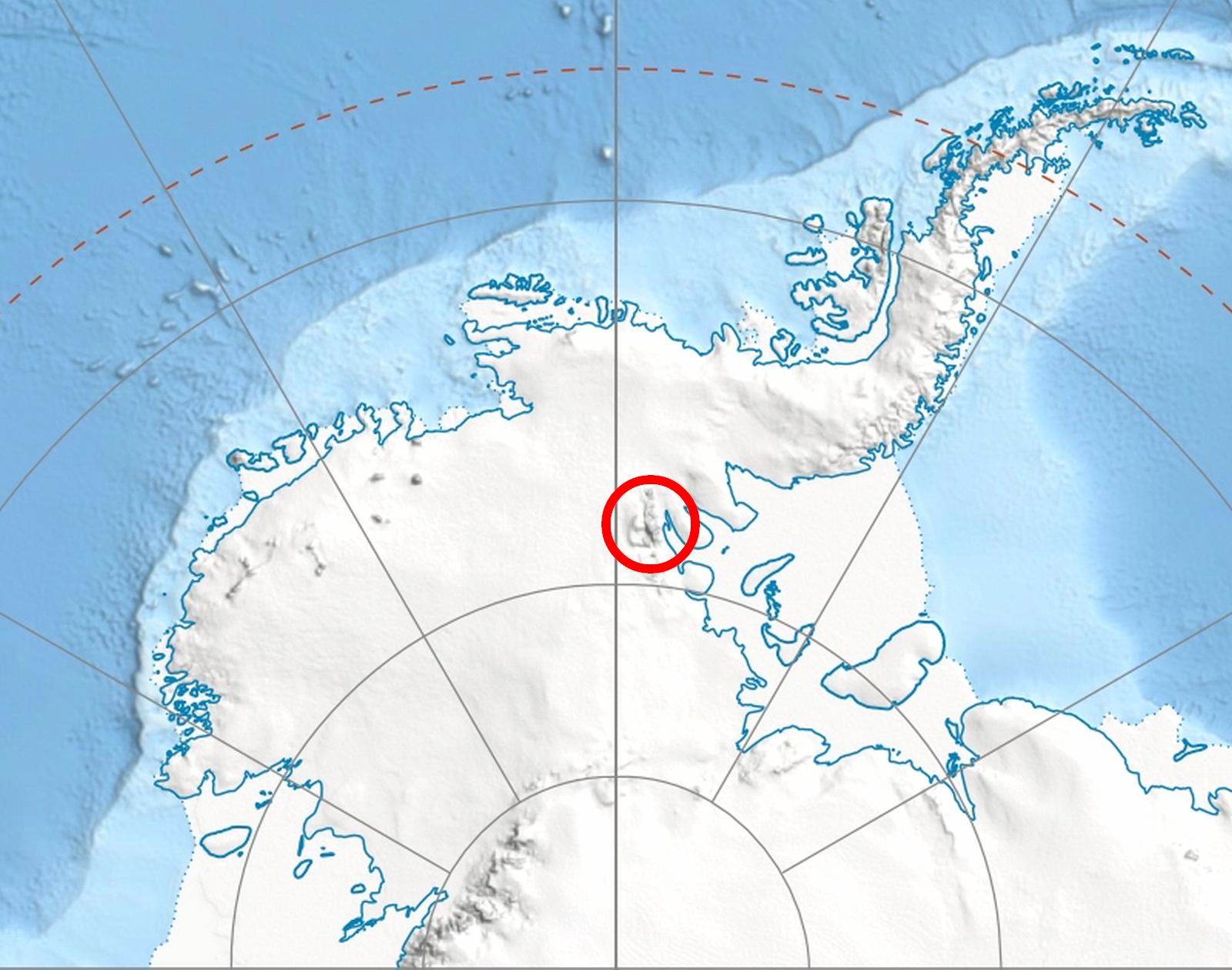
Localização da Cordilheira Sentinela na Antártica Ocidental.

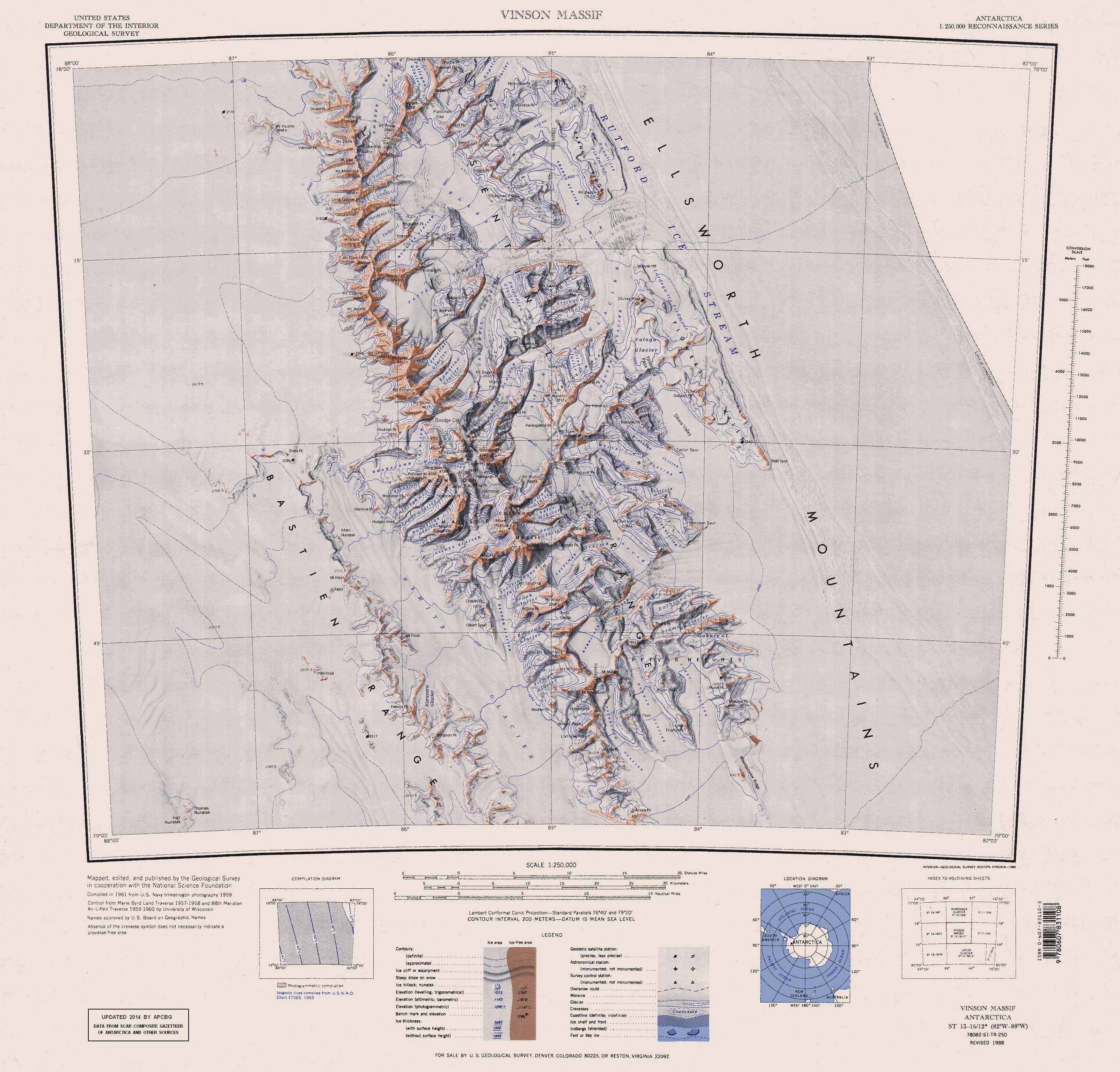
Mapa da Cordilheira Sentinela.

O Desfiladeiro Goodge (78° 28′ S, 85° 38′ O) é um desfiladeiro amplo coberto de gelo a 3600 m de elevação entre o lado sul do Monte Shinn e o Maciço Vinson na Cordilheira Sentinela, Montanhas Ellsworth na Antártica. O desfiladeiro é relativamente horizontal, 1,5 milha de largura e é facilmente identificado das posições leste e oeste da cordilheira.  Está escoando na direção nordeste para a Geleira Crosswell, em direção a leste da Geleira Hinkley e junto com o Vale Jacobsen preenchido de gelo, na direção oeste da Geleira Branscomb.
Batizado pelo  US-ACAN (2006) com o nome de John W. Goodge, Professor Assistente, Departmento de Ciências Geológicas, Universidade de Minnesota, Duluth; investigador do USAP da evolução do escudo antártico leste, da metade da década de 80 a 2006.  

## Mapas
- Vinson Massif.  Scale 1:250 000 topographic map.  Reston, Virginia: US Geological Survey, 1988.